# Barcarena (Pará)
Barcarena, amtlich portugiesisch Município de Barcarena, ist eine Industriestadt im Norden von Brasilien im Bundesstaat Pará. Im Jahr 2010 hatte die Stadt 99.859 Einwohner, die Barcarenenser (barcarenenses) genannt werden. Die Bevölkerungszahl wurde zum 1. Juli 2019 auf 124.680 Einwohner geschätzt, die auf einer Gemeindefläche von rund 1310 km² leben. Die Entfernung zur Hauptstadt Belém beträgt 15 km.

## Geschichte
Die ersten Siedler im heutigen Stadtgebiet waren Indianer aus dem Amazonasgebiet. 1709 wurde das Land durch Jesuiten besetzt und nannte sich Mission Geribirié. 1758 wurde das Dorf Pfarrei und unter der Bezeichnung des Jesuitenpaters als São Francis Xavier Barcarena bekannt.
Die Stadtrechte und Namensänderung in Barcarena wurde durch das Landesgesetz Nr. 494 von 1897 bekannt gemacht. Seit der territorialen Teilung von 1960 besteht die Stadt aus zwei Distrikten: Distrito de Barcarena und Distrito de Murucupi mit der Siedlung Vila dos Cabanos.

## Wirtschaft
Die Stadt ist ein wichtiges industrielles Zentrum durch die Verarbeitung und Export von Kaolin, Aluminiumoxid, Aluminium und Kabel für elektrische Energieübertragung. Die traditionelle Wirtschaft basiert auf der Landwirtschaft. In Barcarena befindet sich der größte Hafen des Bundesstaates Pará, der Porto de Vila do Conde, in dem die Logistikfirma Santos Brasil das Containerterminal Tecon Vila do Conde verwaltet.

## Schiffsunglück 2015
Am 6. Oktober 2015 kenterte im Hafen Vila do Conde infolge eines missglückten Wendemanövers der Tiertransporter "MV Haidar" mit 4900 lebendigen Rindern und fast 700 Tonnen Öl an Bord. 4400 Rinder ertranken, im Inneren des Schiffs eingeschlossen. Etwa 500 Tiere konnten sich befreien, aber nur ca. 100 überlebten den Unfall. Auch Treibstoff und Öl sickerten aus dem Wrack in das Wasser und verseuchten infolge einer ineffizienten Schadensbegrenzung den Fluss Pará wie auch angrenzende Strände, was vielen lokalen Fischerfamilien die Lebensgrundlage entzog. Da die Beseitigung des Ölteppichs kompliziert war und sich keine Einigung bezüglich der Zuständigkeit und der angemessenen Aufräumarbeiten erzielen ließ, verrotteten monatelang hunderte Rinderkadaver am Strand und im Inneren des Schiffswracks, eine enorme Belastung für den Fischfang und den Tourismus der Region. Der Schaden für die Einwohner wurde vom zuständigen brasilianischen Bundesministerium auf 71 Mio. Reais (ca. 20 Mio. Euro) beziffert, von denen im Juli 2016 noch nichts ausgezahlt worden war.